# كارتاز (شلال ودشتغل)
كارتاز (بالفارسية: کرتز) هي منطقة سكنية تقع في إيران في قسم شلال ودشتغل الريفي. يقدر عدد سكانها بـ 18 نسمة بحسب إحصاء 2016.